# Kasang Melintang
Kasang Melintang is een bestuurslaag in het regentschap Sarolangun van de provincie Jambi, Indonesië. Kasang Melintang telt 2007 inwoners (volkstelling 2010).